# Batman (videojuego de Ocean de 1989)
Batman es un videojuego de acción y aventuras desarrollado y producido por Ocean Software basado en la película homónima de 1989. El videojuego está disponible para las plataformas Amiga, Amstrad CPC, Apple II, Atari ST, Commodore 64, MS-DOS, MSX y ZX Spectrum.

## Argumento
El juego consta de cinco fases basadas en escenas de la película. Batman trata de atrapar a un mafioso llamado Jack Naiper, y lo sigue hasta la planta de productos químicos AXIS. Ahí, Batman arroja accidentalmente a Naiper dentro de un contenedor de sustancias tóxicas; sin embargo, Naiper no muere sino que se transforma en una especie de payaso que más tarde se hace llamar El Joker ("El Guasón" en América Latina). Batman tendrá que usar el Batmóvil para llegar a un asalto, aunque deberá esquivar las patrullas y evitar el tráfico de Ciudad Gótica. Luego, Batman tendrá que descubrir la fórmula del veneno del Joker, mediante un desafío de puzzle. En el cuarto nivel, Batman debe romper todos los globos del Joker, ya que estos contienen gas venenoso. Finalmente, Batman escala por la catedral de Ciudad Gótica y para su enfrentamiento con el Joker.

## Ventas

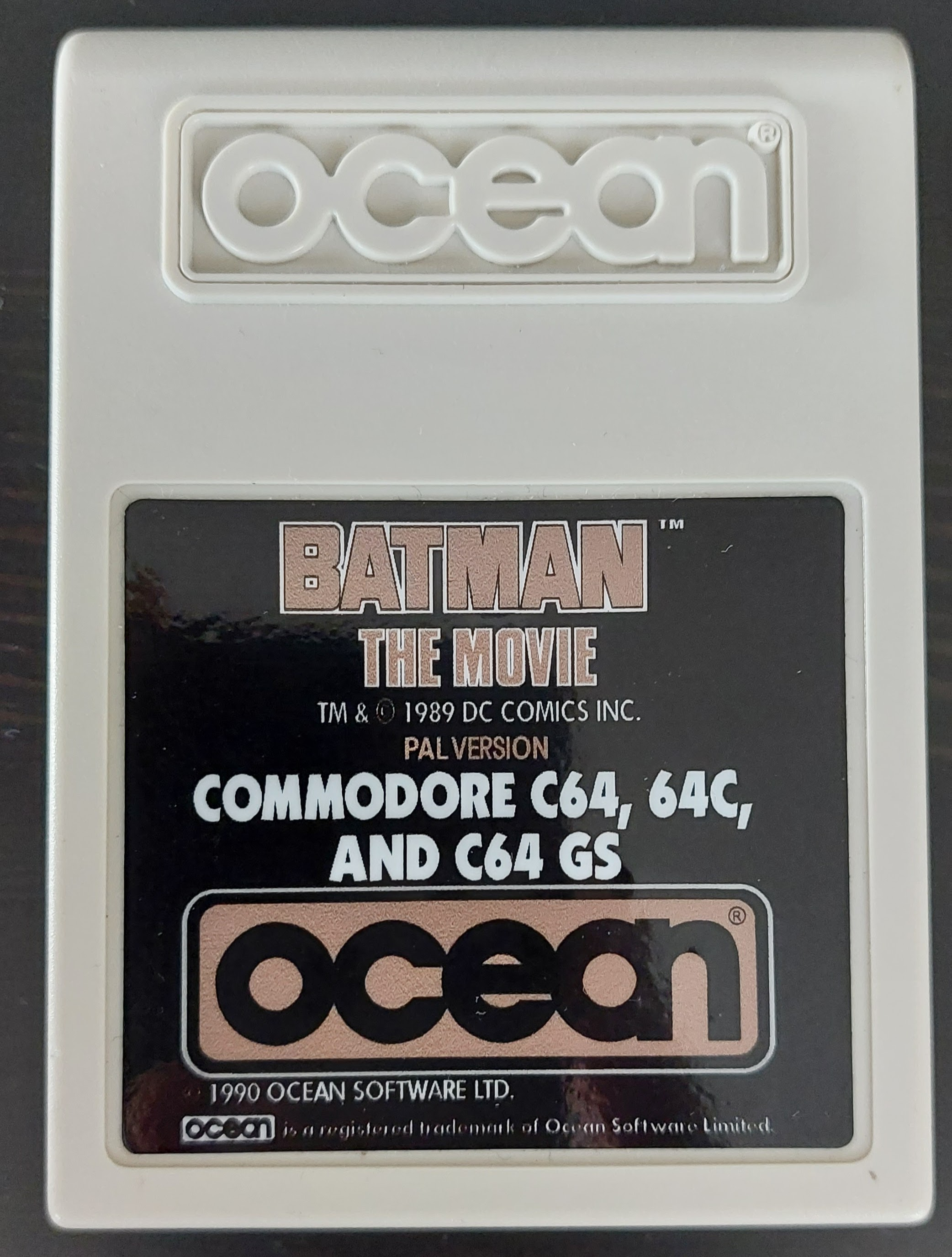
Cartucho para Commodore 64 del juego Batman The Movie desarrollado por OCEAN.

El videojuego tuvo el primer lugar en ventas para la plataforma de Spectrum. Además obtuvo el premio al mejor videojuego del año, por parte de la revista Crash.